# Henrik Schück
Johan Henrik Emil Schück, född 2 november 1855 i Stockholm, död 3 oktober 1947, var en svensk litteraturhistoriker. Svenskt biografiskt handlexikon kallade Schück "en av de främsta litteraturhistoriska forskare, vårt land någonsin ägt". Han var far till Adolf Schück.

## Biografi
Schück var professor vid Lunds universitet 1890–1898 och vid Uppsala universitet 1898–1920. Mellan 1898 och 1918 var han inspektor vid Stockholms Nation. Vidare var han rektor vid Uppsala universitet 1905–1918 och ledamot av Svenska Akademien 1913–1947, på stol 3. Åren 1920–1936 var Schück ledamot av Akademiens Nobelkommitté och 1918–1929 ordförande i Nobelstiftelsens styrelse. Han var även ledamot av Vitterhetsakademien (1921) och Vetenskapsakademien och 1919 var han med och grundade Bellmanssällskapet.
År 1880 var Schück en av grundarna av Svenska Litteratursällskapet, där han snabbt blev den helt dominerande ledaren. Han företrädde en form av positivism, mot romantikens spekulativa estetik. Det skulle samlas in handfasta data och arkivalia i syfte att lägga en säker grund för litteraturhistoriska undersökningar. Därtill gav sällskapet ut en årsbok med det programmatiska namnet Samlaren. Mot viss opposition lyckades Schück förvandla litteraturvetenskap i Sverige till litteraturhistoria och idéhistoria, med stor betoning på forskning om författarnas liv. Även innehållet i verken analyserades i förhållande till historia. Han tog avstånd från en filologisk textuppfattning och var inte intresserad av litterär textanalys. Sina resultat redogjorde han med detaljrik frodighet och ibland stark subjektivitet. Tillsammans med Karl Warburg skrev han Svensk illustrerad litteraturhistoria (1–3, 1896–1897; en egen omarbetad upplaga 1–4, 1926–1930) som går fram till 1870, samt Allmän litteraturhistoria (1-7, 1919–1926) som går fram till och med romantiken. Han skrev även en rad biografier, om bland andra Olaus Petri, Gustav III och William Shakespeare.
Henrik Schück är begravd på Uppsala gamla kyrkogård.
I Statens porträttsamling på Gripsholms slott återfinns en knäbild på Schück utförd av David Wallin 1925.